# رابرت چنگیز
رابرت چنگیز (به انگلیسی: Robert Tchenguiz)، یک سرمایه دار و کارآفرین ایرانی-بریتانیایی و برادر وینسنت چنگیز است.

## زندگینامه
چنگیز در تهران از خانواده یهودی-عراقی که بعد از تأسیس کشور اسرائیل از عراق اخراج شده بودند فرزند ویکتور و ویولت خادوری است. پدر وی جواهرفروش بود و در دربار محمدرضا شاه به ضرب سکه مشغول شده بود. خانواده وی در ایران نام خانوادگی خود را از خادوری به چنگیز تغییر دادند. بعد از انقلاب اسلامی، این خانواده به بریتانیا مهاجرت کردند. او دارای یک برادر به نام وینسنت و یه خواهر به نام لیزا است.
در زمان سقوط بانک ایسلندی کاپتینگ، رابرت چنگیز به همراه برادرش به دلیل اختلاس مالی دستگیر شد ولیکن در سال ۲۰۱۲، کمیته ضد اختلاس دلایل کافی برای محکوم کردن وی نیافت. رابرت چنگیز از کمیته ضد اختلاس شکایت کرد و کمیته ضد اختلاس از او و برادرش عذرخواهی کرد و مبلغی به عنوان خسارت به وی پرداخت کرد. چنگیز در این دادگاه از خدمات شرکت اطلاعاتی مکعب سیاه استفاده کرد.